# Ralph Scotoni
Ralph Scotoni (* 1901 in Zürich; † 1955 in Triest) war ein Schweizer Unternehmer.

## Leben
Ralph Scotoni war einer der Söhne von Eugen Scotoni und Angela Gassmann-Grieder (1877–1953). Von 1930 bis 1935 leitete er die Geschäfte der Terra Film, einer der damals grössten Filmproduktionsfirmen in Deutschland. Ralph Scotoni sympathisierte in den 1930er Jahren mit dem deutschen Nationalsozialismus und wurde am 1. Mai 1933 Mitglied der NSDAP (Mitgliedsnummer 3.020.443). Die Familie Scotoni verkaufte ihre Beteiligung an der Terra Film im Jahr 1935 und zog sich aus dem Unternehmen zurück.
Nach Ralph Scotonis Tod übernahm sein jüngerer Bruder Anton Eric Scotoni die Leitung des Familienunternehmens.